# Hórpenabu

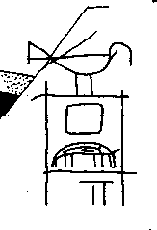
A Szulejmán-hegyi sziklafelirat

Hórpenabu (Ḥr.(w)-pn-3bw) az ókori Egyiptom egyik legkorábbi, név szerint ismert uralkodója. Uralkodásáról semmilyen egyéb adat nem áll rendelkezésre, mint szerehbe írt nevének néhány lelete. Mivel szerehbe jelenlegi ismereteink szerint csak tényleges uralkodók neveit írták, így valódi, történeti királynak tekintendő. A korai írásjegyek adott időbeni olvasata is bizonytalan, csak a későbbi ejtésre lehet támaszkodni, ezért a Hórpenabu név helyett sokszor az írás képi tartalmának megfelelően Elefánt király néven említi az irodalom („Skorpió király” mintájára).
Hórpenabu nevével ellátott feliratok több helyről kerültek elő. Gebel es-Sejh Szulejmán és Kusztul mellett sziklafaragványokon, egy kusztuli rombusz alakú palettán, valamint szereh nélküli változatban elefántcsont tárgyakon I. Skorpió és I. Ka sírjaiban. Ez utóbbiak alapján a 0. dinasztia korára teszik uralkodását, és vélhetően Felső-Egyiptom királya volt, mint azok a királyok, akiknek sírjaiban neve feltűnik. Saját sírja egyelőre nem ismert, de a Skorpióval vagy Kával való azonosság sem lehetetlen. A Hórpe változat is sok helyen feltűnik.
A sziklavésetek eleve elnagyolt rajzolatúak és rossz állapotban maradtak fenn, így nem csak olvasatuk, de egyáltalán a jel mibenléte is vitatott. Günter Dreyer szerint elefánt (3bw) látható rajta, Toby Wilkinson viszont egy másik jelet, a „határ” jelentésűt (spt) látja benne. Kaplony Péter javaslata a ḫnt (boldog) hieroglifa, és a teljes névolvasat Hórszehentidzsu, amelynek alapján Dzserrel való kapcsolatát feltételezi.

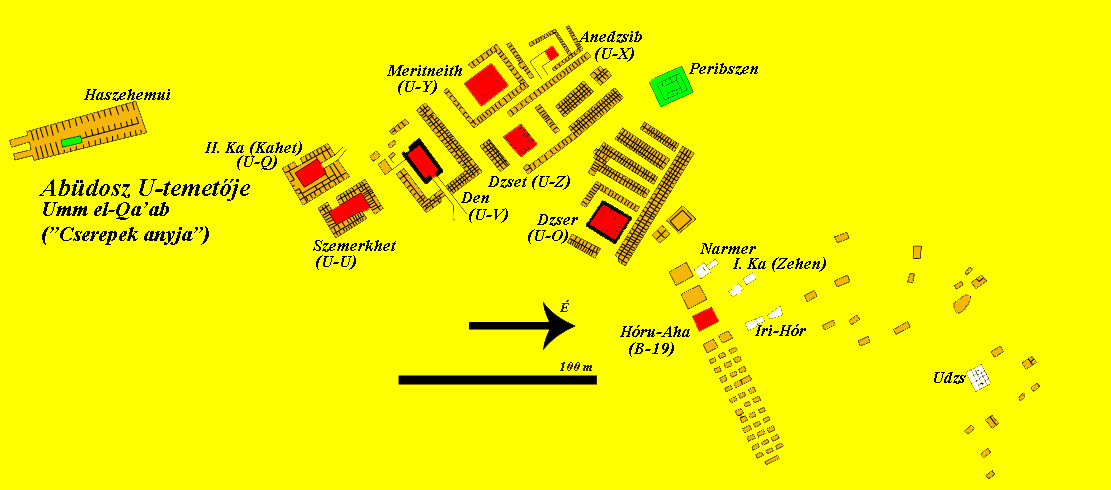
Umm el-Kaáb temetője Ka sírjával

| E26 |

| E26 |

| E26 |

| E26 |

| D24 |

| D24 |

| D24 |

| D24 |

| W17 |

| W17 |

| W17 |

| W17 |